# Lavatera
Lavatera es un género con solo una decena de especies aceptadas, de las 110 descritas, de plantas de flores perteneciente a la familia Malvaceae.
- Nota: el género Lavatera ha sido siempre un género problemático, pues la diferenciación clásica con el género Malva se basó en el carácter discutible, y discutido, de la soldadura o no soldadura de las piezas del epicáliz. Recientes estudios micromorfológicos de los mericarpios y análisis del ADN, han descartado la validez de dicho carácter y han conducido a transferir un cierto número de especies del género Lavatera al género Malva.[3][4][5] Más recientemente, autores han ido todavía más lejos y consideran los dos géneros como meros sinónimos  -Malva quedando el único válido de los dos-[6] y para quienes  los géneros Bismalva Medik., Lavatera L., Navaea Webb & Berthel., Saviniona Webb & Berthel. y Stegia DC. son sinonimias de Malva.

## Etimología
En honor de los hermanos Lavater, Johann Heinrich (1611-1691) y Johann Jacob (1594-1636), médicos y naturalistas Suizos

## Descripción
El género incluye plantas herbáceas anuales, bienales y perenne y arbustos o, a veces, árboles que alcanzan 1-3 metros de altura. Las hojas, estipuladas, son alternas y organizadas en espiral y son generalmente redondeadas a palmada-lobuladas. Las flores pueden ser solitarias o en fascículos axilares, con un calículo/epicáliz de 3 piezas más o menos soldadas entre sí y un cáliz, pentamero, de sépalos también más o menos soldados. La corola mide 4-12 cm de diámetro, con cinco pétalos blancos, rosados o rojos, excepcionalmente amarillos.
El fruto es un esquizocarpo con pocos o numerosos mericarpos monospermos reniformes, de  pericarpo liso o rugoso, frecuentemente indehiscentes; son recubiertos o no por una excrecencia disciforme del carpóforo, que es la prolongación columnar del receptáculo y que soporta los carpelos del gineceo.
- Nota: La diferenciación con el género Malva se basa en caracteres no directamente asequibles (microestructuras de los mericarpos y análisis moleculares) que hacen prácticamente imposible su distinción en el terreno.

## Distribución
Género nativo de la región del Mediterráneo, este y centro de Asia, Norteamérica y Australia  -según la aceptación que se da al género-  y con sus especies generalmente muy localizadas geográficamente.

## Ecología
Especies de Lavatera son alimento para las larvas de algunas especies de Lepidopteras, incluyendo Bucculatrix lavaterella, que come exclusivamente de esta planta. Existen también casos de mutualismo, como es el de Lavatera triloba con el Coleóptero (Cerambycidae, Clytini) Plagionotus andreui

## Subdivisiones taxonómicas clásicas

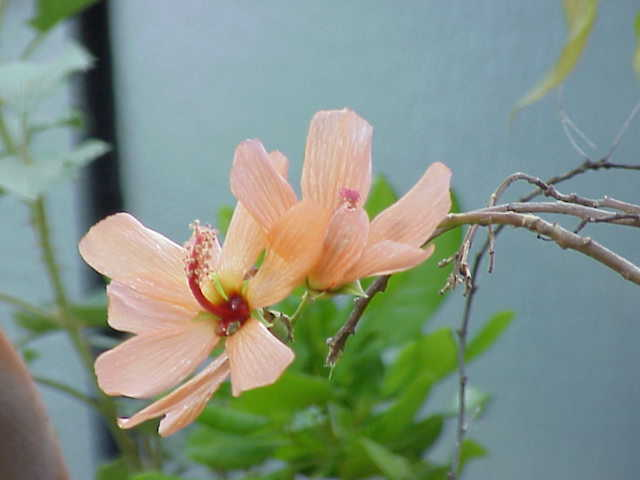
Lavatera (Navaea) phoenicea

- Subgénero Lavatera L.
  - sect. Anthema (Medik.) DC.
  - sect. Axolopha DC.
  - sect. Glandulosae R.Fern.
  - sect. Lavatera L.
  - sect. Olbia (Medik.) DC.

- Subgénero Navaea (Webb & Berthel.) R.Fern.[8]Endémico de las  Islas Canarias (Macizos de Anaga y Teno, en la costa norte de la Isla de Tenerife)[10][11] y de las islas de la costa de California.[8]

## Especies aceptadas
- Lavatera bryoniifolia Mill.
- Lavatera cachemiriana Cambess.
- Lavatera cashemiriana Cambess.
- Lavatera flava Desf.
- Lavatera oblongifolia Boiss.
- Lavatera olbia L.
- Lavatera punctata All.
- Lavatera thuringiaca L.
- Lavatera triloba L.
- Lavatera trimestris L.[2]

- Nota: otras fuentes consideran que L. bryoniifolia = Malva unguiculata (Desf.) Alef., L. trimestris  = Malva trimestris (L.) Salisb., L. thuringiaca = Malva thuringiaca (L.) Vis., L. punctata = Malva punctata (All.), L. olbia = Malva olbia (L.) Alef. y L. triloba = Malva micans (L.) Alef..